# 238
Криза Римської імперії у 3 столітті. Рік шести імператорів. У Китаї триває період трьох держав, найбільшою державою на території Індії є Кушанська імперія, у Персії править династія Сассанідів.
На території лісостепової України Черняхівська культура. У Північному Причорномор'ї готи й сармати.

## Події
- В римській провінції Африка на противагу Максиміану Фракійцю імператорами проголошено Гордіана I та його сина Гордіана II. Після загибелі останнього в Нумідії, Гордіан I покінчив життя самогубством.
- Імператор Максимін Фракієць та його син убиті легіонерами під час походу на Рим.
- Римський сенат проголосив імператорами Пупієна та Бальбіна. 29 липня їх убили повсталі солдати, які проголосили імператором 12-річного Гордіана III.
- З території сучасної України на Римську імперію накотили готи, плюндруючи все аж до Анатолії.
- Вміст срібла в денарії скоротився до 28 %.
- Династія Вей поширила свій вплив на китайські префектури в Кореї. У цей період завершується панування гунів у певних регіонах Азії.

## Померли
- Максиміан Фракієць.
- Гордіан I
- Гордіан II
- Пупієн
- Бальбін